# 국도 제203호선 (중국)
국도 제203호선(중국어: 203国道)은 헤이룽장성 밍수이현에서 출발, 지린성을 거쳐 랴오닝성 선양시까지 이어주는 총 연장 720km의 거리를 가진 중화인민공화국의 일반 국도이다.

## 주요 경유지
주요 경로 및 거리는 다음과 같다.
| 주요 경로 및 거리 |           |
| \| 도시 \| 거리 (km) \| \| ------------------------------- \| --------- \| \| 헤이룽장성 밍수이현 \| 0 \| \| 헤이룽장성 안다시 \| 107 \| \| 헤이룽장성 자오저우현 \| 188 \| \| 헤이룽장성 자오위안현 \| 218 \| \| 지린성 쑹위안시 \| 271 \| \| 지린성 첸궈얼뤄쓰 몽골족 자치현 \| 279 \| \| 지린성 창링현 \| 403 \| \| 랴오닝성 캉핑현 \| 605 \| \| 랴오닝성 파쿠현 \| 632 \| \| 랴오닝성 선양시 \| 720 \| |           |
| 도시 | 거리 (km) |
| 헤이룽장성 밍수이현 | 0         |
| 헤이룽장성 안다시 | 107       |
| 헤이룽장성 자오저우현 | 188       |
| 헤이룽장성 자오위안현 | 218       |
| 지린성 쑹위안시 | 271       |
| 지린성 첸궈얼뤄쓰 몽골족 자치현 | 279       |
| 지린성 창링현 | 403       |
| 랴오닝성 캉핑현 | 605       |
| 랴오닝성 파쿠현 | 632       |
| 랴오닝성 선양시 | 720       |

## 같이 보기
- 중화인민공화국의 일반 국도